# الفتاة في خطر (أسلوب قصصي)

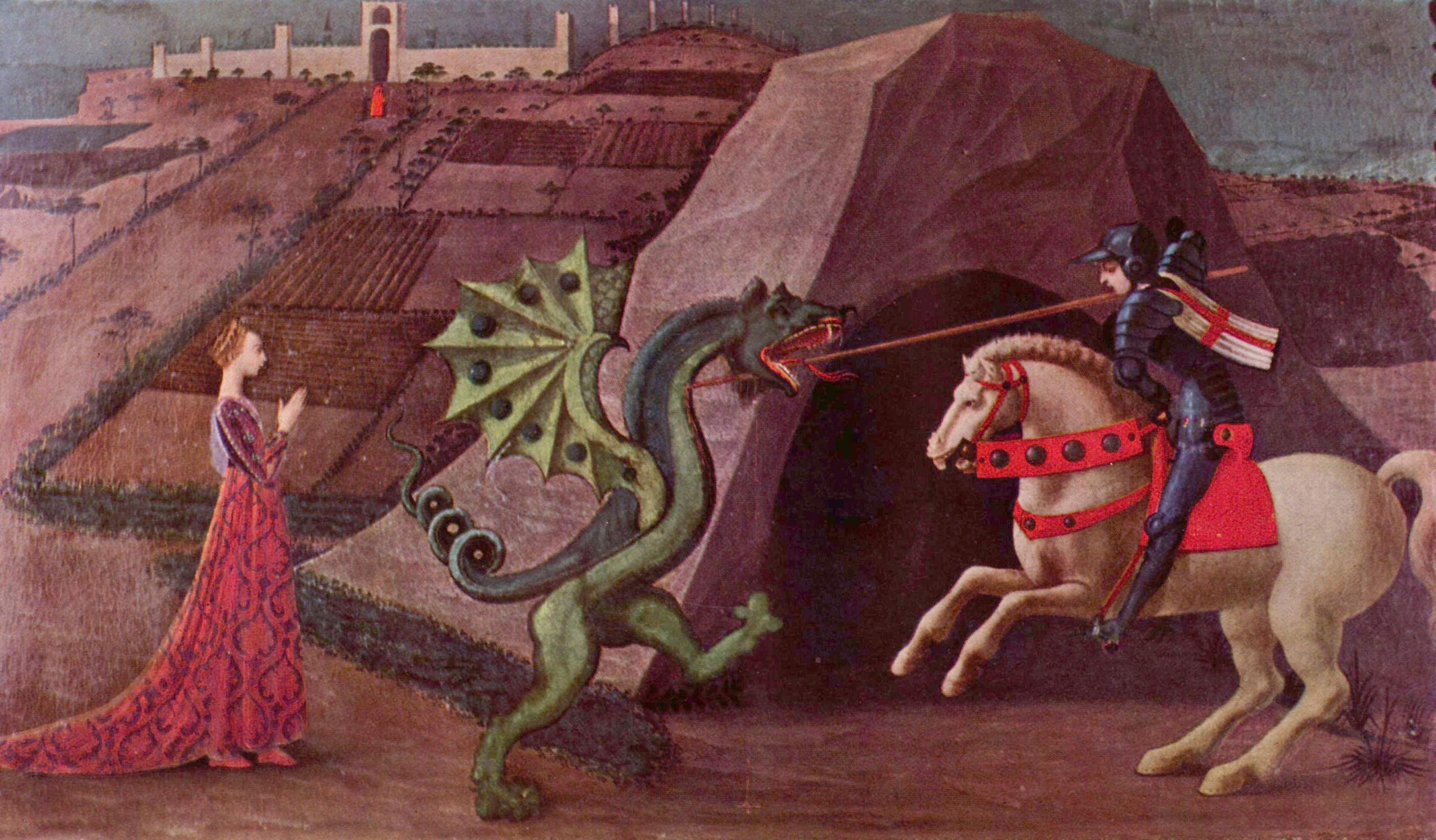
لوحة باولو أوشيلو عن القديس جورج والتنين، عام 1470، تمثل لوحة كلاسيكية لنمط فن الفتاة في خطر.

يعتبر الفتاة في خطر أو الفتاة في محنة أو الأميرة في خطر موضوعًا كلاسيكيًا في الأدب العالمي والفن والأفلام وألعاب الفيديو خصيصًا التي تحوي الكثير من الحركة. عادةً ما يدل هذا التعبير المجازي على شابات جميلات أو بريئات لا يمتلكن قوة يتم وضعهن في مأزق خطير من قبل شرير أو وحش ويحتجنَ إلى بطل ذكر لإنقاذهنَّ. غالبًا ما يتم تصوير الشابات بشكل جسدي ضعيف وأنهن يعتمدن بالكامل تقريبًا على المنقذ الذكر. بعد إنقاذ الفتاة غالباً ما يطلب البطل الزواج منها. لقد أصبحت هذه الشخصية من الخيال، وخاصة تمثيليات الميلودراما. وعلى الرغم من أنها غالبًا ما تكون شخصية إنسانية، إلا أنها يمكن أن تكون من أي نوع آخر، بما في ذلك الأنواع الخيالية أو الفولكلورية. وحتى الشخصيات الإلهية مثل الملاك أو الروح أو الإله.
اشتقت كلمة (الفتاة) من كلمة (ديموزيل) الفرنسية بمعنى (السيدة الشابة)، ومصطلح الفتاة في خطر هي ترجمة من الفرنسية. وهو مصطلح قديم لا يستخدم في العصر الحديث سوى للدلالة على تعبيرات مثل هذه. يمكن أن يعود المصطلح إلى الفارس المتجول في الأغاني والحكايات من العصور الوسطى، حين اعتبرت حماية المرأة جزءًا أساسيًا من قانون الفروسية الذي يتضمن مفهوم الشرف والنبل. يبدو أن مصطلح (الفتاة في خطر) قد ظهر أولاً في قصيدة ريتشارد آم عام 1692 التي حملت عنوان (شكوى سيلفيا بسبب شقائها الجنسي).

## تاريخيًا

### التاريخ القديم
ظهرت أساليب الفتاة في خطر في قصص الإغريق القديمة. وفي الأساطير اليونانية إذ اشتملت على قائمة كبيرة من الآلهة المتخصصة، كما احتوت على فتيات صغيرات عاجزات مهددات بالقتل. على سبيل المثال: هاجمت والدة أندروميدا بوسيدون الذي أرسل وحشًا ليخرب الأرض. ولتهدئته قام والدا أندروميدا بتثبيتها على صخرة في البحر، قتل البطل بيرسيوس الوحش وأنقذ أندروميدا. أصبحت أندروميدا خلال تعرضها للخطر مقيدة بالسلاسل إلى صخرة موضوعًا أحبّه الرسامون في وقت لاحق. تم متابعة هذه القصة عن الأميرة والتنين أيضًا في أسطورة سانت جورج.
ومن الأمثلة الأخرى على قصص الفتاة في خطر هي شخصية سيتا في ملحمة رامايانا الهندية القديمة. تقول الملحمة إنه تم اختطاف سيتا من قبل الشرير رافانا ونقلها إلى لانكا. يسعى زوجها راما إلى إنقاذها بمساعدة الإله القرد هانومان.

### التاريخ ما بعد الكلاسيكي
كثيرًا ما عرضت القصص الخيالية الأوروبية نمط قصص الفتاة في خطر. مثل قصة الساحرات الشريرات اللواتي حاصرن رابونزيل في برج وقمن برمي تعويذة على الأميرة لتموت في بياض الثلج، ووضع الجميلة النائمة في حالة نوم سحري. يأتي الأمير الشجاع رغم كل هذه الأشياء لمساعدة الفتاة وينقذها ويتزوجها (على الرغم من أن الأمير لا ينقذ رابونزيل مباشرة، ولكنها هي من تنقذه من العمى بعد إبعادها).
كانت الفتاة في خطر شخصية نموذجية للعروض الرومانسية في العصور الوسطى، حيث عادة ما تم إنقاذها من السجن في برج القلعة من قبل فارس متجول. تعتبر قصة تشوسر تحت عنوان (قصة الكاتب) من التجارب المتكررة وقد استلهم عذاب المريضة جريسيلدا من فرانشيسكو بتراركا.
دخلت الفكرة أيضًا في كتاب السيرة التقديسية للكنيسة الكاثوليكية، مثل القصة المشهورة للقديس جورج الذي أنقذ أميرة من تنين أراد التهامها. وهي إضافة متأخرة لحياة هذا القديس لم تكن موجودة في القرون الأولى التي ذُكرت أفعاله خلالها، إنما تشكل هذه القصة في الوقت الحالي العمل الرئيسي الذي يُذكر للقديس جورج.

### التاريخ الحديث

#### القرن السابع عشر
في القصة الإنجليزية (السيدة الإسبانية) من القرن السابع عشر (إحدى الأغاني الإنجليزية والإيرلندية العديدة التي تحمل هذا الاسم)، تقع سيدة إسبانية قبض عليها قبطان إنجليزي في الحب مع آسرها وتطلب منه ألا يحررها بل أن يأخذها معه إلى إنجلترا، وتصف نفسها في هذا الطلب بأنها (فتاة في خطر).

#### القرن الثامن عشر
بدأت أساليب الفتاة في خطر بالظهور في الرواية الحديثة بشخصية كلاريسا لصموئيل ريتشاردسون (عام 1748)، حيث تهددها الجميلة الشريرة لوفليس.
تجدر الإشارة إلى أن الفتاة في خطر هي شخصية أساسية في الأدب القوطي، حيث يتم احتجازها عادة في قلعة أو دير وتهدد من قبل رجل دين سادي أو أعضاء في الرهبانيات الدينية. ومن الأمثلة على هذا النوع شخصية ماتيلدا في رواية قلعة أوترانتو للكاتب هوراس والبول، وشخصية إميلي في رواية أسرار أودولفو للكاتب آن رادكليف، وشخصية أنتونيا في رواية الراهب للكاتب ماثيو لويس.
أضيفت بعض المبالغة في المخاطر التي واجهتها هذه البطلة القوطية في رواية جوستين للكاتب ماركيز دي ساد، الذي كشف عن القصة الفرعية المثيرة المبنية على طريقة الفتاة في خطر.

## تعليقات النقاد والردود النظرية
استشهد بفن الفتاة في خطر كمثال على المعاملة المختلفة المبنية على النوع الجنسي في الأدب والسينما والأعمال الفنية. غالبًا ما كان النقد النسائي للفن والسينما والأدب قد بحث في التوصيف والتخطيط المبني على النوع الجنسي، بما في ذلك شخصيات (الفتاة في خطر) الشائعة باعتبارها تعتمد على قصص ضعف النساء وحاجتهن للرعاية والمساعدة. قام العديد من الكتاب والمخرجين الحديثين مثل أنيتا سركيسيان وأنجيلا كارتر وجين يولين بمراجعة حكايات خرافية كلاسيكية وقصص (الفتاة في خطر) أو القصص الشعبية التي تعارض نمط (الفتاة في خطر).
قدم عمل جوزيف كامبل في مقارنة الأساطير نموذجًا نظريًا للأبطال عبر تاريخ الأدب والدراما والسينما، والذي تم تطويره من قبل كتاب دراميين مثل كريستوفر فوغلر. تشير هذه النظريات إلى أنه داخل القصة الأساسية لكل بطل تم العثور على حلقة عرفت باسم فترة المحنة، حيث يتم تدمير الشخصية تقريبًا. ويثبت البطل من خلال النجاة والتغلب على الخوف أو الخطر أو التعذيب أنه يتمتع بصفات خاصة ويخرج من جديد في النهاية ليصل إلى النصر النهائي. ضمن هذه النظرية: يمكن أن تكون الفتاة بطلة أصبحت عاجزة ومُعرضة للخطر خلال محنتها البطولية، لكنها تبرز في النهاية كشخصية قوية تدعي النصر، ومع ذلك لا تزال الشخصيات التي تتعرض للمحن من الذكور والإناث لكن عندما يكون هناك شخصية تقوم بالإنقاذ فدائمًا ما يكون ذكرًا.

## ألعاب الفيديو
غالبًا ما يتم تمثيل الشخصيات النسائية في ألعاب الحاسوب والفيديو بدور الفتاة في خطر، ويكون إنقاذها هو الهدف من اللعبة. الأميرة زيلدا في أوائل سلسلة أسطورة زيلدا والتي وصفتها غلاديس نايت في كتابها (أبطال الأكشن) بأنها «ربما واحدة من أكثر شخصيات قصص الفتاة في خطر شهرة في تاريخ ألعاب الفيديو»، وكذلك ابنة السلطان في أمير بلاد فارس، والأميرة بيتش خلال الكثير من أجزاء سلسلة ماريو هي أمثلة نموذجية. وفقًا لأكاديمية سالتزبيرغ الخاصة بالإعلام والتغيير العالمي: عرض نينتيندو في عام 1981 على مصمم الألعاب شيغرو مياموتو إنشاء لعبة فيديو جديدة للسوق الأمريكية. كان البطل في اللعبة ماريو وكان الهدف من اللعبة هو إنقاذ أميرة شابة تدعى بيتش. تم تصوير بيتش مرتدية ثوبًا ورديًا وتملك شعرًا أشقر. اختطفت الأميرة وحوصرت في قلعة من قبل الشرير باوزر الذي صُوّر كمجموعة سلاحف. تظهر الأميرة بيتش في 15 لعبة من ألعاب سوبر ماريو الرئيسية وتختطف في 13 إصدار منها. الألعاب الرئيسية الوحيدة التي لم يتم فيها خطف بيتش كانت في إصدار أمريكا الشمالية من سوبر ماريو بروس 2 وسوبر ماريو في عالم ثلاثي الأبعاد، حيث كانت شخصية يمكن التحكم واللعب بها. أصبحت زيلدا قابلة للتحكم في بعض الألعاب اللاحقة لسلسلة أساطير زيلدا.
في سلسلة ألعاب مخبأ التنين: تكون الأميرة دافني هي الابنة الجميلة للملك إيثلريد والملكة غير المسماة. وتمثل سلسلة الفتاة في خطر.